# Belisário Penna
Belisário Augusto de Oliveira Penna (Barbacena, 29 de novembro de 1868 — Engenheiro Paulo de Frontin, 4 de novembro de 1939) foi um médico sanitarista brasileiro.

## Biografia
Filho do Visconde de Carandaí e de Lina Leopoldina Lage Duque, um casal de descendentes de grandes proprietários de terras, que teve oito filhos, foi criado em ambiente nobre. Fez os cursos primário e ginasial em sua cidade natal, no tradicional Colégio Abílio.
Matriculou-se em 1896 na Faculdade de Medicina do Rio de Janeiro, mas se formaria pela Faculdade de Medicina da Bahia, no ano de 1890, quando se casou com a filha do fundador e diretor da faculdade, Ernestina Rodrigues Chaves, para retornar a Barbacena. Ali, uma região tomada de agricultores de origem italiana, clinicou por alguns anos, tentando também trabalhar nos arredores, até fixar-se em Juiz de Fora. Tendo tido quatro filhos com Ernestina, apenas dois dos quais sobreviveram, viu-a morrer de febre amarela. Indo visitar o sogro na Bahia, casou-se com a irmã da primeira esposa, Maria Augusta Chaves. Com ela teve nove filhos, incluindo Eunice Penna, futura esposa de Renato Kehl.
Como o trabalho não lhe dava o suficiente para a manutenção da família, dedicou-se ao comércio, abrindo uma firma de produtos alimentícios, a Belisário Penna & Cia., que não prosperou. Mesmo eleito vereador, continuou vivendo precariamente, recebendo auxílio da família.
Com a entrada de Oswaldo Cruz na Diretoria Geral de Saúde Pública, realizaram-se concursos para as campanhas sanitárias de combate às doenças que assolavam o Rio de Janeiro (peste bubônica, febre amarela e varíola). Belisário Penna foi aprovado na seleção e, abandonando seu cargo de vereador, mudou-se em 1903 para o Rio de Janeiro, onde tomou posse como inspetor sanitário na 4ª Delegacia de Saúde, para combater a varíola. Enfrentando ameaças, conseguiu dominar a intensa epidemia de varíola até então vivida na região a seu cargo, tomando medidas duras para garantir a vigilância médica e vacinação, no contexto histórico em torno da Revolta da Vacina. Em 1905 foi transferido para trabalhar na Inspetoria de Profilaxia Rural da Febre Amarela em Saúde e Gamboa. Após estudar o desenvolvimento das larvas do mosquito transmissor, propôs um modo de ação para destruição dos focos que alcançou pleno êxito, sendo estendido a toda a campanha no Rio de Janeiro.

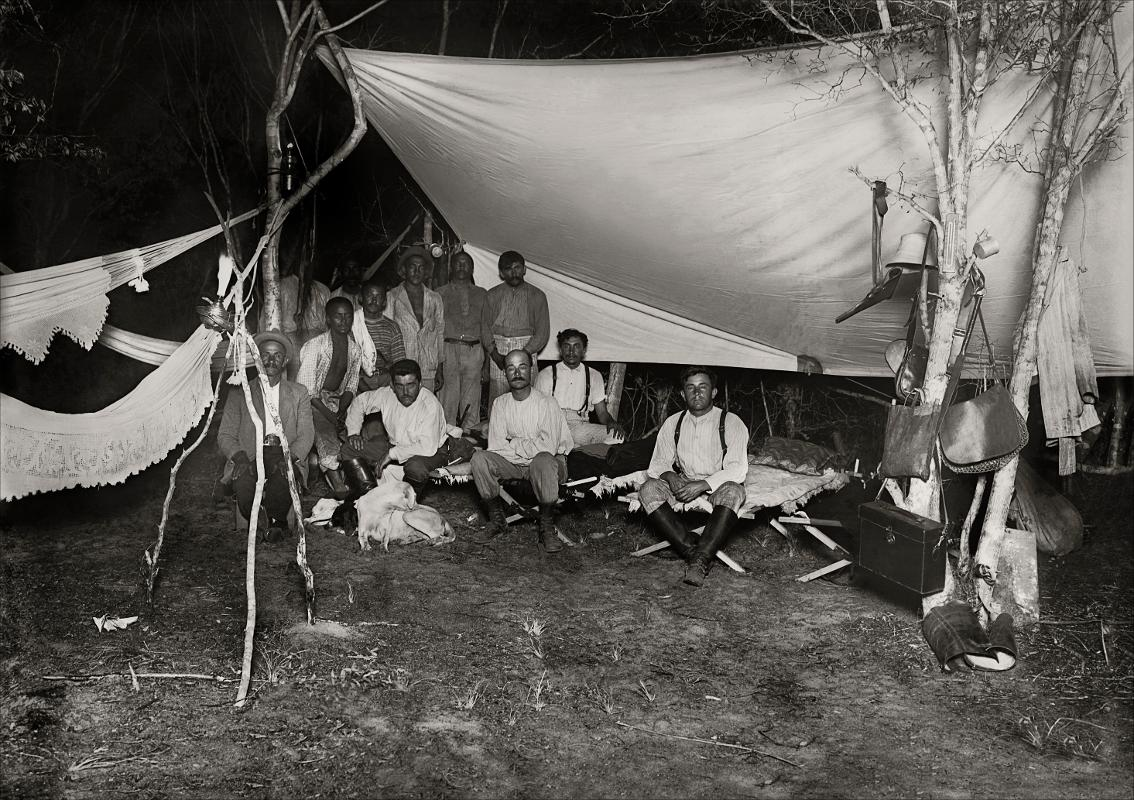
Belisário Penna e Artur Neiva (2º e 3º à esquerda) durante sua excursão, em 1912. Esse seria o divisor de águas da biografia de Penna.

Em 1906, parabenizado oficialmente por Oswaldo Cruz, foi designado para combater a malária no norte de Minas Gerais, onde permaneceu por três anos. Ali, teve papel fundamental na descrição da doença de Chagas, uma das principais descobertas médicas do período. Em 1910, acompanhou Cruz em expedição científica para a Estrada de Ferro Madeira-Mamoré, estudando as condições sanitárias da região e propondo, ao seu lado, um plano de combate à malária. No retorno ao Rio de Janeiro, passando por Belém, foi convocado por Cruz para participar da Comissão de Profilaxia da Febre Amarela naquela capital, que ele havia sido contratado para implantar. Cruz ofereceu-lhe a presidência, mas Penna não aceitou.
Um ponto de inflexão ocorreria em sua carreira como sanitarista, ao percorrer em 1912, ao lado de Artur Neiva, por sete meses, regiões da Bahia, Pernambuco, Piauí e Goiás, em nome do Instituto Oswaldo Cruz, com o fim de estudar as condições sanitárias e os problemas de saúde regionais. No ano seguinte, percorreu, por conta própria, os três estados do Sul do Brasil. Em 1914, reassumiu o cargo de inspetor sanitário no Rio de Janeiro, passando a trabalhar nos subúrbios da Estrada de Ferro Leopoldina. Em 1916, instalou o primeiro Posto de Profilaxia Rural do país, em Vigário Geral.
Desde então, através do jornal Correio da Manhã, iniciou uma campanha pelo saneamento físico e moral do país. Em 1918, publicou o livro Saneamento do Brasil, reunindo seus artigos. O livro alcançou ampla repercussão, levando à fundação da Liga Pró-Saneamento do Brasil, da qual Penna foi eleito presidente, e à decisão do Presidente Venceslau Brás, profundamente impressionado, de criar o Serviço de Profilaxia Rural, no mesmo ano. Belisário Penna foi nomeado para dirigir a instituição, tendo fundado postos sanitários em subúrbios e zonas rurais e combatido a epidemia de gripe espanhola que assolava a região. A Liga Pró-Saneamento do Brasil alcançou seu objetivo final com a criação do Departamento Nacional de Saúde Pública (DNSP), em 1920.

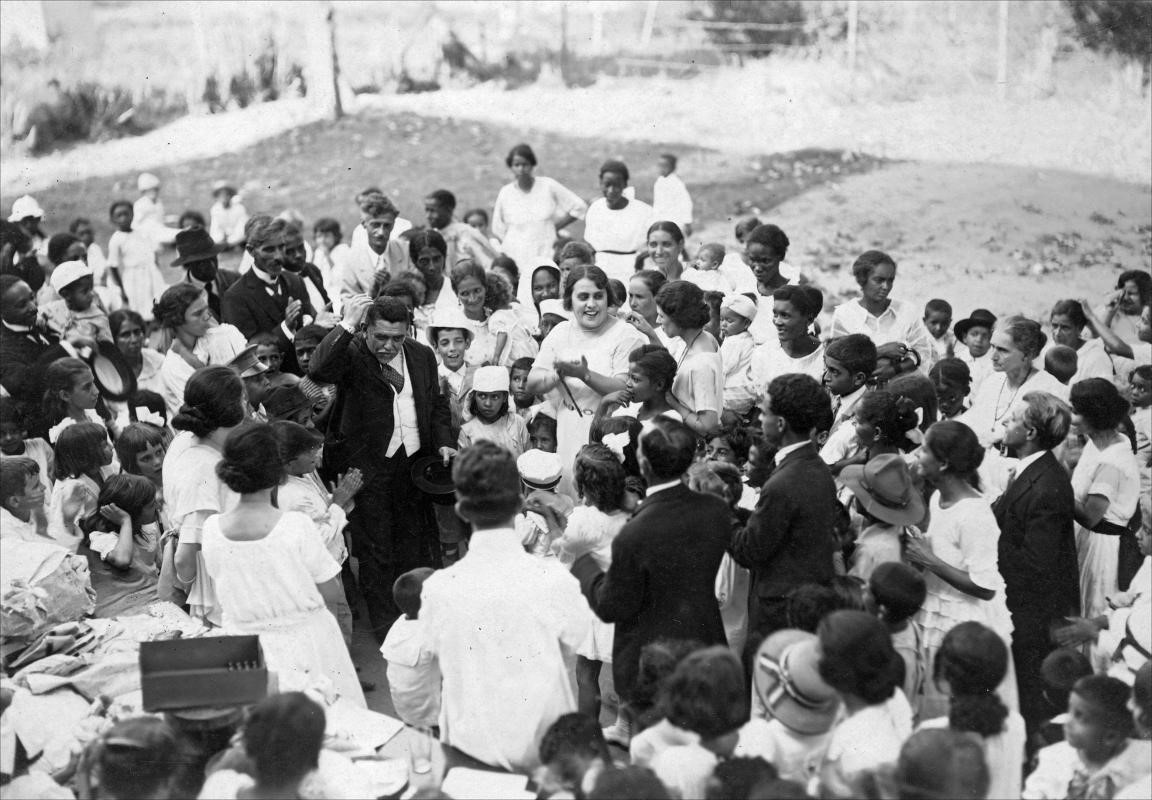
Belisário Penna discursando a populares em um Posto Sanitário no bairro carioca de Pilares, em 1920.

Entre 1920 e 1922, Belisário Penna foi diretor de Saneamento e Profilaxia Rural do DNSP, instalando em 15 estados os serviços de profilaxia rural. Exonerou-se por não concordar com as interferências políticas no departamento.
Em 1921, publicou O clamor da verdade, um livro sobre medicina social. Em 1923, a pedido do Presidente de São Paulo, Washington Luís, escreveu o livro Higiene para o Povo, para alunos da escola primária, que teve 75 mil exemplares, e outro, Higiene brasileira, para professores, que não chegou a ser publicado.

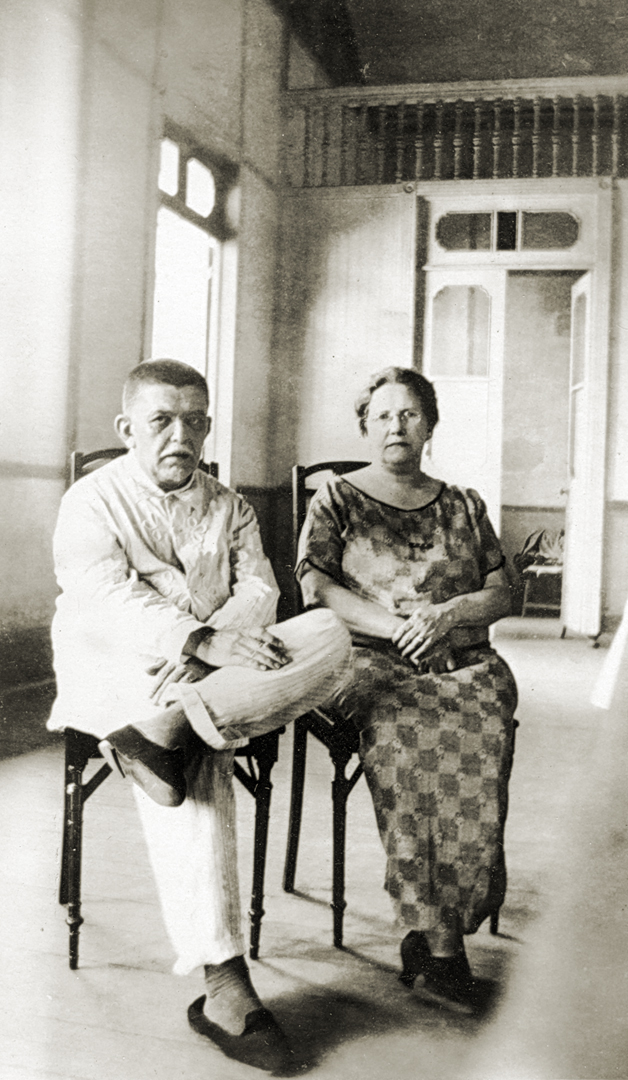
Belisário Penna recebe uma visita de sua esposa na prisão, em 1924

Em 1924, foi publicamente a favor da revolta do Movimento Tenentista contra o governo de Artur Bernardes, sendo por isso preso por seis meses. É citado com grande entusiasmo por Monteiro Lobato no livro Mr. Slang e o Brasil. Na voz de Mr. Slang, Penna seria um dos 30 “homens-força” do Brasil, e por sua atuação, preconiza que acabaria na colônia penal de Clevelândia. Suspenso das funções de delegado de saúde, Penna prosseguiu em sua campanha pelo saneamento na imprensa, tendo percorrido novamente o país em propaganda da empresa farmacêutica Laboratório Daudt, Oliveira & Cia.
Reintegrado em 1927 ao serviço público, passou a ocupar a chefia do Serviço de Propaganda e Educação Sanitária, percorrendo os estados de Minas Gerais, Alagoas, Pernambuco, Paraíba e Rio Grande do Norte, até ser requisitado pelo governador do Rio Grande do Sul, Getúlio Vargas, para organizar o serviço estadual de higiene.
Participou da Revolução de 1930, logo após a qual foi nomeado para a chefia do DNSP, em substituição a Clementino Fraga. Em sua gestão, criou e intensificou os serviços de profilaxia de doenças oftalmológicas contagiosas e de lactários, intensificou o combate à febre amarela etc. Em duas ocasiões, em setembro de 1931 e dezembro de 1932, mantendo a direção do DNSP, foi indicado ministro da Educação e Saúde Pública no governo Getúlio Vargas. Aproveitando seu prestígio no governo, pediu ao presidente a autonomia técnica do DNSP (em lugar da criação de um novo ministério), do ensino e da assistência pública, para evitar sua direção por políticos.

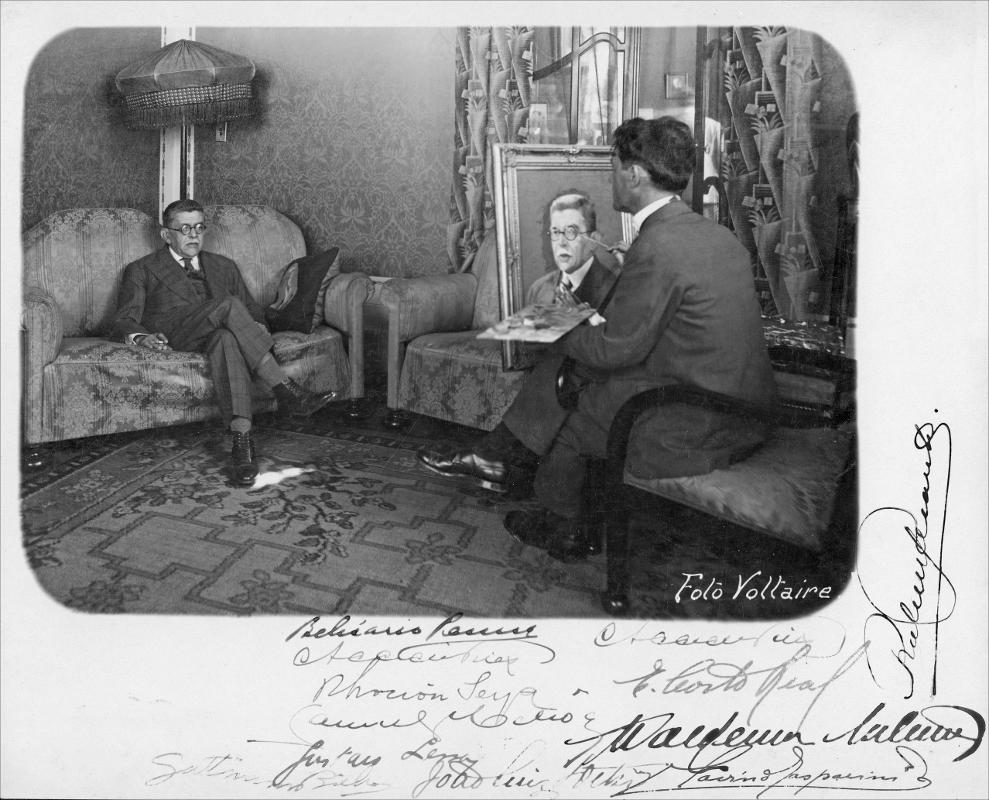
Belisário Penna durante sua primeira posse no Ministério da Educação e Saúde Pública

No final de 1935 ingressou na Ação Integralista Brasileira, tendo sido membro da Câmara dos 40, órgão supremo da entidade. Sobre sua adesão ao Integralismo, escreveu:
| “ | Do exposto posso responder que sou integralista, porque já o era desde mais de vinte anos; porque creio em Deus e pratico a moral cristã; porque não sou um instintivo e quero o primado do espírito sobre a matéria; porque não sou regionalista e amo com igual afeto os patrícios de todas as regiões do nosso Brasil, que quero unidos, integrados numa só aspiração, num só sentimento; porque amo a família, célula mater da sociedade, que, sem ela, não passa de um rebanho de animais, como ora acontece na Rússia; porque, finalmente, tenho plena e absoluta confiança em Plínio Salgado, o criador e o chefe nacional do integralismo, predestinado por Deus para libertar o Brasil do regionalismo destruidor da pátria, da sua escravização ao capitalismo internacional e da calamidade da peste bolchevista. | ” |

Após o Levante Integralista, em 1938, retirou-se para sua fazenda, no interior do Rio de Janeiro, onde faleceu no ano seguinte, de infarto fulminante. Suas palavras foram relatadas pela esposa do administrador da fazenda: "Só quero é que no outro mundo eu tenha mais sossego do que neste... e parou por alguns instantes. Depois levantou a cabeça e disse: isto é, eu não posso me queixar deste, pelo contrário, até fui muito feliz".

## Ideias
Foi um dos introdutores no Brasil das teoria da eugenia e membro ativo da Comissão Central Brasileira de Eugenia, da qual se originou a Liga Pró-Saneamento. No contexto da época e da América Latina, o termo "eugenia" era sinônimo da adoção de práticas preventivas para aperfeiçoamento moral e físico da hereditariedade de uma população, com um caráter de reformismo social. Defendia uma educação higiênica nos lares, escolas e cidades, valorizando questões morais, erradicando maus hábitos e modelando o trabalho e a família, de forma a assegurar a saúde e produtividade da população. Tinha visões semelhantes às do eugenista Roquette-Pinto, e opostas às de Renato Kehl.

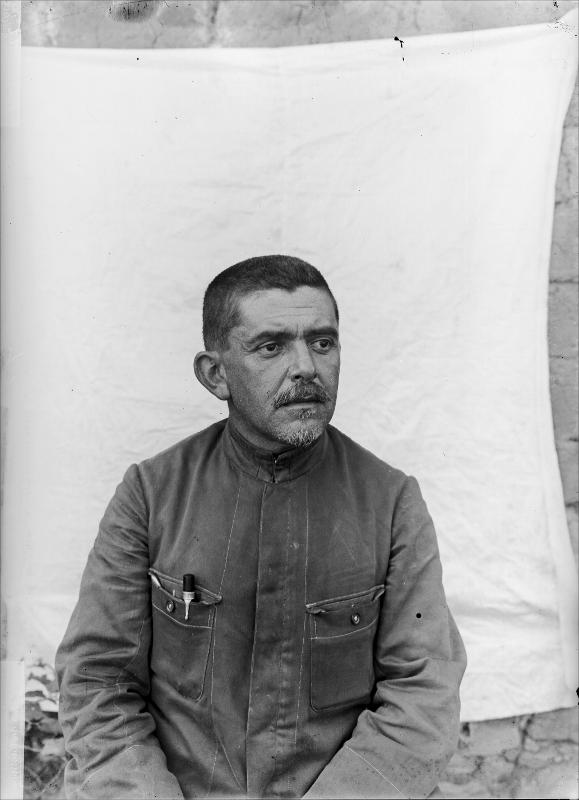
Belisário Penna durante a excursão científica ao Nordeste e Centro-Oeste pelo Instituto Oswaldo Cruz que mudaria o curso de sua vida, em 1912.

Na questão racial, Penna evitava os determinismos, substituindo-os, na análise dos males do povo brasileiro, pelo que chamou de "trindade maldita": doença, analfabetismo e alcoolismo. Identificadas as causas, a aplicação do saneamento revelaria a "nossa raça forte", afirmando que "não admito esse conceito de raças e sub-raças, com superioridade de umas sobre outras". Defendia a miscigenação como algo agregador, a ser assegurado pelo movimento sanitarista, na medida em que atribuía à "trindade" os verdadeiros males do tipo racial brasileiro, cuja correção aperfeiçoaria o brasileiro como uma "raça única e forte". Reforçava a visão racial de Alberto Torres. Em especial, o alcoolismo assumiu um papel de destaque no discurso de Penna como um dos responsáveis pela degeneração da raça e para corroborar a negação das teses deterministas, estando presente em todas as etapas da campanha do saneamento e na atuação de Penna como homem público. Acreditava-se que "venenos raciais" como o álcool poderiam levar "a degenerações permanentes, hereditárias, que a longo prazo poderiam afetar populações ou nações inteiras". Penna considerou o álcool o elemento reprodutor de degenerados, um dos principais responsáveis para a propagação de criminosos e um líquido que preparava o corpo para as doenças, como a tuberculose. Desse ponto de vista atribuía a uma "hereditariedade etílica" a criação de "monstros físicos e morais" e clamava pela intervenção do Estado.
Em sua concepção, era dever do Estado intervir para a melhoria das condições sociais, inclusive no investimento em habitações para debelar doenças, e para regular a sociedade contra práticas "prejudiciais", com o fim de "sanear a hereditariedade". O movimento sanitarista de Penna atuou como propositor de ações centralizadas, nacionais e tecnicamente autônomas que reforçavam a ação do Estado na saúde pública.
Para ele, o verbo "sanear" ultrapassava o significado técnico-científico e se tornava ação permanente de transformação político-social. Seu ideário de saneamento vinha de uma tradição higienista de teor nacionalista, como se pode ver no primeiro parágrafo de sua obra Saneamento do Brasil: "Desejando concorrer com meu quinhão para a Defesa Nacional, expressão que não significa apenas a organização da força armada, mas a de uma série de elementos de natureza higiênica, política, social, moral e econômica, que devem se congregar e funcionar harmonicamente, há muito que venho me batendo pela defesa da saúde, base da eficiência individual e coletiva, elemento primordial da força, da resistência, do trabalho e da produção".

## Obras publicadas
- Minas e Rio Grande do Sul: estado da doença, estado da saúde (1918)
- Saneamento do Brasil (1918)
- Opilação ou amarelão (1918)
- Defesa sanitária do Brasil (1922)
- O demônio da humanidade (sobre o álcool) (1922)
- Higiene para o povo. Amarelão e maleita (1924)